# Teratopora unifascia
Teratopora unifascia är en fjärilsart som beskrevs av Rothschild 1912. Teratopora unifascia ingår i släktet Teratopora och familjen björnspinnare. Inga underarter finns listade i Catalogue of Life.